# Merenre I
Merenre (I) fou el quart faraó de la dinastia VI de l'antic Egipte, que va governar segons la cronologia mínima vers el 2170 aC i, segons la màxima, cent anys abans.
El seu nom d'Horus fou Ankhkhaw ('El que viu les aparicions'); el seu nom Nebti fou Ankhkhawnebti; el nom d'Horus d'or fou Nebwinub ('Els dos magnífics falcons daurats'); el nom Sa Ra fou Merenre ('Estimat de Re') i el nom de naixença Nemtimsaf ('Protegit de Nemti'). És el Methuspuphis de Manethó.
Encara que el papir de Torí li dona un regnat de 40 anys, sembla que es tractaria d'un error i els egiptòlegs li donen entre 5 i 7 anys.
Va succeir al seu pare Pepi I, que va morir vers els 55 anys. La seva mare fou Ankhnesmerire I, una dama d'Abidos, amb la qual el pare es va casar potser quan ja portava més de 40 anys de regnat, per la qual cosa el fill Merenre només tindria uns 10 anys quan el pare va morir. El seu germà Pepi (II) va néixer coincidint amb la mort del pare.
Es va casar amb Ankhnesmerire II, vídua del seu pare i mare de Pepi II. Va tenir una filla anomenada Ankhnesmerire III, que es va casar amb Pepi II, i un altre de nom Iput o Ipuet II.
Va governar sent molt jove i no devia tenir massa poder; és possible fins i tot que hi hagués una regència fins vers el 14 anys. Segurament, va morir abans dels 20 anys, d'acord amb les anàlisis de la seva suposada mòmia.
Se sap que va viatjar a Assuan i a la primera cascada del Nil en el cinquè any de regnat i que allí va rebre el tribut dels prínceps de Núbia. També se sap que va utilitzar la pedrera d'Hatnub i l'explotació de les mines del Sinaí. El governador d'Elefantina va deixar escrit a la seva tomba que va dirigir quatre expedicions a Núbia durant els regnats de Merenre i Pepi II.
Es conserva d'aquest rei una esfinx de vori (al Museu d'Escòcia a Edimburg) i una caixa de vori d'hipopòtam (al Museu del Louvre a París). S'han trobat inscripcions amb el seu nom a la piràmide de Micerí (Menkaure) a Guiza, i en tombes d'Abidos, Guiza, Deir al-Gabrawi, Edfú, Elefantina i Saqqara; al Wadi Hammamat en direcció a la mar Roja; i en alguna pedrera d'alabastre.
Fou enterrat en un complex amb piràmide al sud de Saqqara. La piràmide es va anomenar la piràmide brillant i bonica de Merenre o la piràmide bonica del brillant Merenre i no es va acabar segurament per la mort sobtada del faraó. Dins, s'hi va trobar una mòmia que se suposa que li correspon, i que és la més antiga que s'ha trobat completa, la qual és al Museu d'Antiguitats Egípcies del Caire pendent d'una anàlisi amb mètodes moderns. El sarcòfag de granit fosc també fou trobat (per Maspero el 1881). La piràmide ja fou excavada vers 1837 i, llavors, encara era visible el temple mortuori, així com les parets que tancaven el recinte; no es va trobar cap temple de la vall al final de la calçada, però no s'han fet modernes excavacions.
El va succeir el seu germanastre, fillastre, cosí i gendre Pepi II.